# Valtos (Orestiada)
Valtos (griechisch Βάλτος (m. sg.) ˈvaltɔs ‚Sumpf‘) ist eine Ortsgemeinschaft im Gemeindebezirk Orestiada der Gemeinde Orestiada in der griechischen Region Ostmakedonien und Thrakien.
Valtos wurde 1923 von Flüchtlingen aus den ostthrakischen Dörfern Mesochori, Kouleli und Krasochori gegründet.
Das Dorf liegt circa 17 km westlich von Orestiada in der Nähe des griechisch-türkisch-bulgarischen Dreiländerecks. Valtos hat eine Kirche der heiligen Helena und Konstantin und eine alte Schule, die schon geschlossen ist. Am 21. Mai jeden Jahres wird dort der Feiertag der heiligen Helena und Konstantin gefeiert.